# ماتسویاما ۴۸۴۴
سیارک ۴۸۴۴ (به انگلیسی: 4844 Matsuyama، نامگذاری:1991BA2) چهار هزار و هشتصد و چهل و چهارمین سیارک کشف شده‌است که در ۲۳ ژانویه ۱۹۹۱ کشف شد.
قدر مطلق سیارک برابر ۱۲٫۴۰ است.